# Цокольный этаж

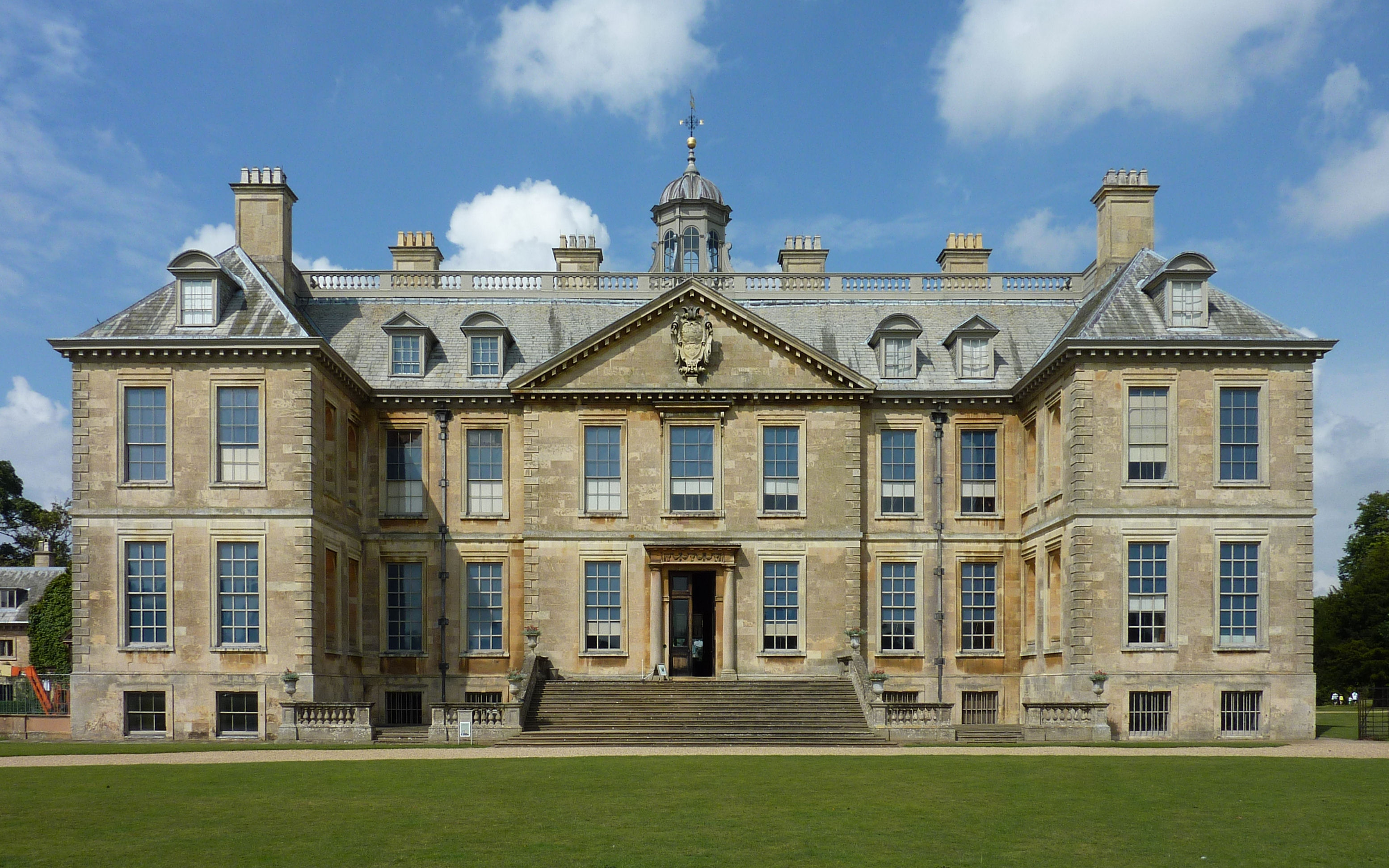
Бельтон-хаус. Южный фасад усадебного дома графов Браунлоу. Снаружи видны окна приземного цокольного служебного этажа. Изнутри окна расположены очень близко к потолку

Цо́кольный эта́ж — этаж (помещение) с отметкой пола, расположенной ниже планировочной отметки земли с наружной стороны стены на глубине не более чем половина высоты помещения (при заглублении больше половины высоты помещения этаж считается подвальным).
Название «цокольный» пошло, вероятно, от названия архитектурного элемента цоколя, так как он служит ограждающим элементом данного этажа.

## Особенности проектирования
Как и любое жилое или нежилое помещение, цокольный этаж имеет некоторые особенности проектирования.
- Высота цокольного этажа (от пола до низа перекрытия) должна быть не менее 1,8 м.
- Ширина лестничных маршей, ведущих в подвальный или цокольный этаж, должна быть не менее 0,9 м.
- Вход в цокольный или подвальный этаж многоэтажных зданий должен быть отдельным (то есть выходить непосредственно наружу)[источник не указан 841 день].
- Для обеспечения условий инсоляции устраивают приямки с оконными проёмами[1].

## Назначение
В цокольных этажах жилых и общественных зданий располагают, как правило, магазины, парикмахерские, пункты общественного питания, склады.
Согласно приказу Минстроя России от 03.12.2016 № 883/пр, размещение квартир и жилых комнат в подвальных и цокольных этажах вновь возводимых жилых зданий не допускается. Однако в домах старой застройки («хрущёвки», «сталинки» и пр.) наличие жилых квартир и комнат в цокольных этажах является обычным явлением.